# Nürburg
Nürburg är en kommun och ort i förbundslandet Rheinland-Pfalz i Tyskland. Orten är känd för slottet Burg Nürburg, samt racerbanan Nürburgring.
Kommunen ingår i kommunalförbundet Verbandsgemeinde Adenau tillsammans med ytterligare 36 kommuner.